# Polk County, Tennessee
Polk County är ett administrativt område i delstaten Tennessee, USA, med 16 825 invånare. Den administrativa huvudorten (county seat) är Benton.

## Geografi
Enligt United States Census Bureau har countyt en total area på 1 146 km². 1 127 km² av den arean är land och 19 km² är vatten.

### Angränsande countyn
- Monroe County - nordost
- Cherokee County, North Carolina - öst
- Fannin County, Georgia - sydost
- Murray County, Georgia - sydväst
- Bradley County - väst
- McMinn County - nordväst